# Amateur Radio Society of India
Die Amateur Radio Society of India (ARSI), deutsch „Indischer Amateurfunkverband“, ist die nationale Vereinigung der Funkamateure in Indien.

## Zweck
Die ARSI ist eine gemeinnützige Gesellschaft mit dem Ziel, das Wissen über Theorie und Praxis der Funktechnik und der Elektronik zu mehren und weiterzugeben. Sie fördert den Ideenaustausch zum Thema unter ihren Mitgliedern und dient den Menschen durch Zurverfügungstellung von Kommunikationsverbindungen in Notfällen, wie bei Unfällen oder Naturkatastrophen. Funkamateure aus anderen Ländern sind in der ARSI willkommen.
Sie vertritt ihre Mitglieder vor in- und ausländischen Behörden und Organisationen und betreibt ein eigenes QSL-Kartenbüro. Ferner gibt sie ein vierteljährlich erscheinendes Magazin namens Ham Radio News heraus, das frei verfügbar ist (siehe Weblinks).
Die ARSI ist Mitglied in der International Amateur Radio Union (IARU Region 3), der internationalen Vereinigung von Amateurfunkverbänden, und vertritt dort die Interessen der Funkamateure des Landes.

## Geschichte
Das Hobby Amateurfunk wurde in Indien in den frühen 1920er Jahren zuerst von einigen Offizieren der Fernmeldetruppe (Signal Corps) ausgeübt. Sie erhielten die ersten Amateurfunklizenzen und gründeten einen Amateurfunkclub in der Garnisonstadt Mhow im Bundesstaat Madhya Pradesh. Nachdem es zunächst hauptsächlich Soldaten waren, die in den Genuss einer Funklizenz kamen, gelang es in den 1930er Jahren auch immer mehr Zivilpersonen, eine Funkerlaubnis zu erhalten.
Nach einer durch den Zweiten Weltkrieg verursachten schmerzlichen Unterbrechung erwachte der Amateurfunk zu neuem Leben. Im Jahr 1954 wurde die Amateur Radio Society of India (ARSI) gegründet und in Delhi offiziell registriert. Sie wirkte zunächst von hier aus, bevor sie in den späten 1980er Jahren nach Madras (heutiger Name: Chennai) verlegt wurde.
Im Jahr 1995 fusionierte sie mit der Federation of Amateur Radio Society of India (FARSI) unter Beibehaltung ihres bisherigen Namens. Unmittelbar danach verlegte sie ihren Hauptsitz nach Mumbai. Im Jahr 2003 zog sie erneut um und bezog den heutigen Sitz in Bengaluru.